# 德米特里·绍金
德米特里·绍金（1992年5月30日—），乌兹别克斯坦男子跆拳道运动员，2014年亚洲运动会男子87公斤以上级银牌得主、2015年世界跆拳道锦标赛男子87公斤以上级金牌得主、2018年亚洲运动会男子80公斤以上级银牌得主。